# Polyerata
Polyerata (Amazilia's) is een geslacht van vogels uit de familie kolibries (Trochilidae) en de geslachtengroep Trochilini (briljantkolibries). Na moleculair genetisch verwantschapsonderzoek tussen 2007 en 2020 zijn drie soorten van het geslacht Amazilia naar dit geslacht verplaatst: 
- Polyerata amabilis  – Blauwborstamazilia
- Polyerata decora  – Pacifische blauwborstamazilia
- Polyerata rosenbergi  – Purperborstamazilia